# Lavička Bohumila Hrabala
Dřevěná lavička Bohumila Hrabala se nalézá od roku 2012 na náměstí Přemyslovců ve městě Nymburk v okrese Nymburk. Lavička byla zhotovena při příležitosti 100. výročí narození spisovatele Bohumila Hrabala. Autorem sochy z dubového a jasanového dřeva je nymburský řezbář Michal Jára.

## Popis
Lavička má podobu sedícího spisovatele s kloboukem a jednou kočkou na klíně a druhou sedící na opačné straně lavičky. Vedle spisovatele leží na lavičce několik knih. Během zimních měsíců je lavička přesouvána do veřejných prostor radnice.

## Galerie

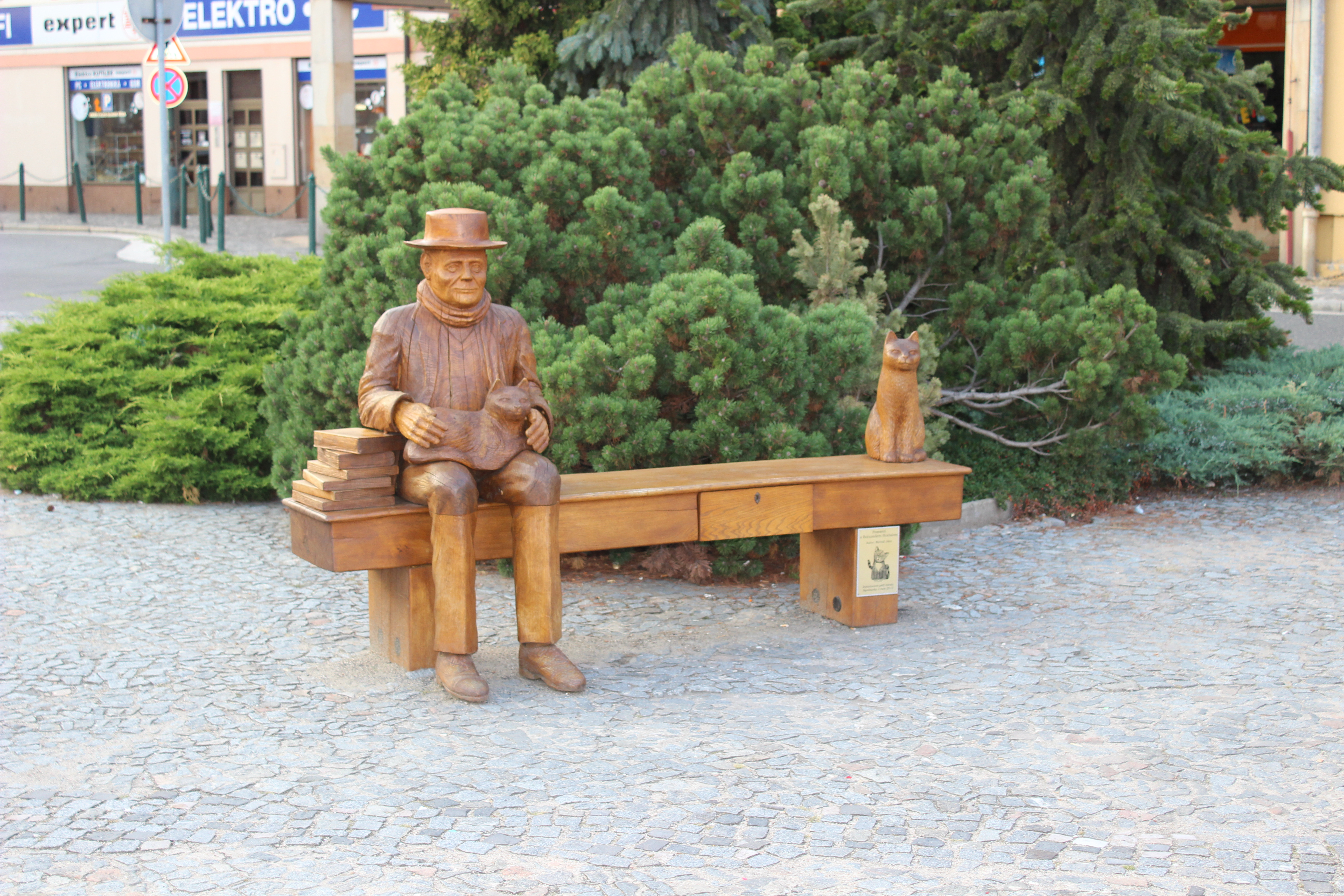
Lavička Bohumila Hrabala v Nymburce
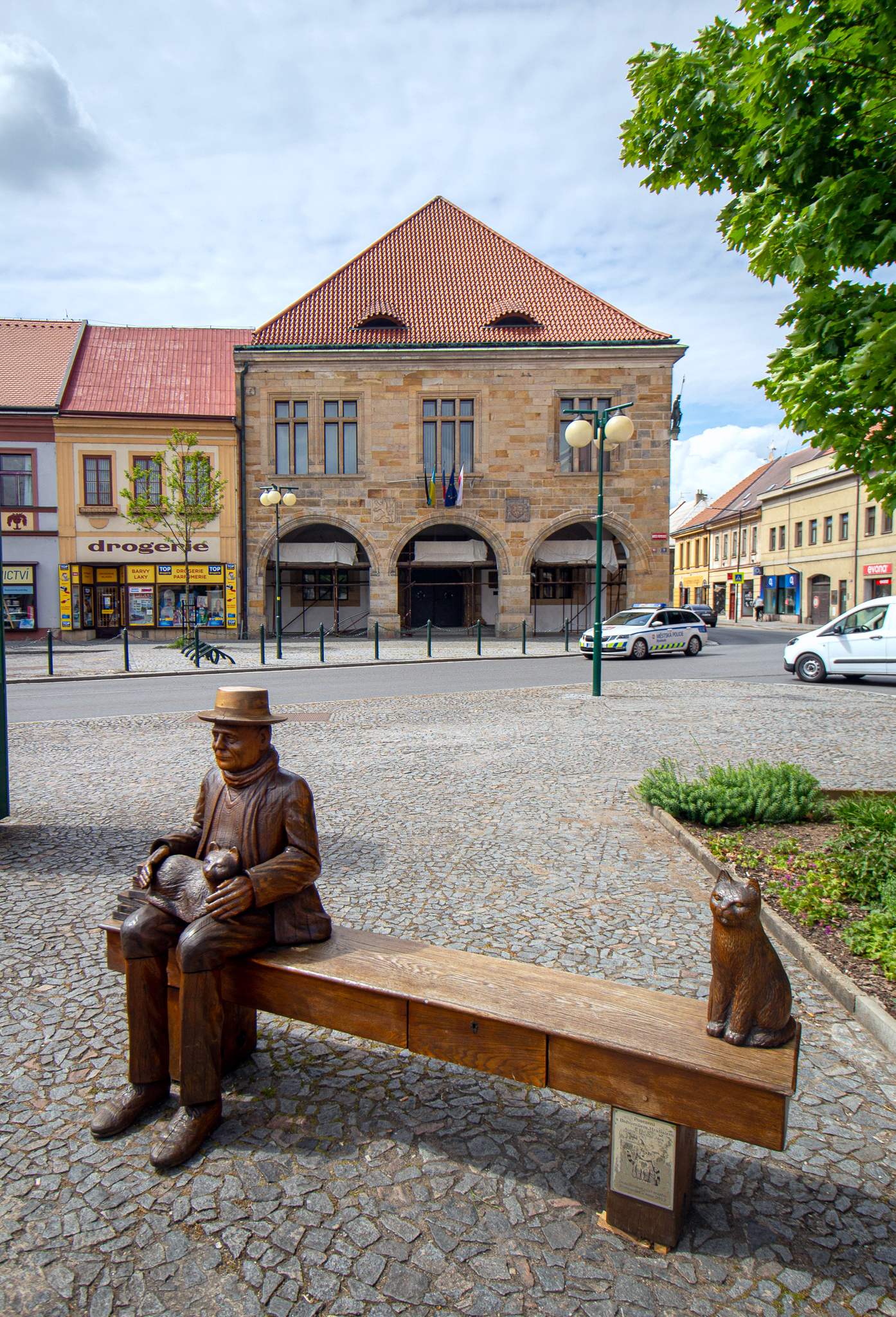
Lavička Bohumila Hrabala před radnicí v Nymburce

## Další informace
Dílo je celoročně volně přístupné. Na labském nabřeží Nymburku se nachází dřevěné Hrabalovo posezení.